# جيني وينكلر
جيني وينكلر (بالألمانية: Jenny Winkler )‏ (و. 1979  م) هي ممثلة، وممثلة مسرحية ألمانية، ولدت في هاناو.

## وصلات خارجية
- جيني وينكلر على موقع IMDb (الإنجليزية)
- جيني وينكلر على موقع كينوبويسك (الروسية)

- جيني وينكلر في قاعدة بيانات الأفلام على الإنترنت